# Houkesloot Aquaduct
Het Houkesloot Aquaduct is een aquaduct in de Houkesloot in Sneek.
Het aquaduct is een van de vijf nieuwe aquaducten die deel uitmaken van het Friese Merenproject, een project om de knelpunten in het Friese water- en wegverkeer aan te pakken.
Het aquaduct werd op 17 mei 2003 officieel opengesteld voor verkeer op de noordoostelijke rondweg door de commissaris van de Koningin Ed Nijpels.
Galamadammen · Geeuw · Hendrik Bulthuis ·  Houkesloot · Ie · Jeltesloot · Langdeel · Leppa · Margaretha Zelle · M.C. Escher · Mid-Fryslân · Prinses Margriet · Richard Hageman · Van Harinxmakanaal (Harlingen)